# Grüne Borstenhirse
Die Grüne Borstenhirse (Setaria viridis) ist eine Pflanzenart aus der Gattung der Borstenhirsen (Setaria) innerhalb der Familie Süßgräser (Poaceae).

## Beschreibung

Habitus, Laubblätter und Blütenstand

### Vegetative Merkmale
Die Grüne Borstenhirse wächst als einjährige krautige Pflanze und erreicht Wuchshöhen von 5 bis 50 (bis 100) Zentimetern. Ihre Halme sind aufrecht oder knickig aufsteigend.
Die Blattscheiden sind stark gerieft, kahl oder rau und im oberen Teil an den Rändern dicht und 1 bis 2 Millimeter lang behaart. Die Laubblätter sind grün mit hellem oder violettem Mittelnerv und kahl. Sie sind 5 bis 10 (bis 20) Zentimeter lang und 4 bis 8 (bis 12) Millimeter breit. Die Ligula bildet einen Haarkranz, die Haare sind 1 nis 2 Millimeter lang.

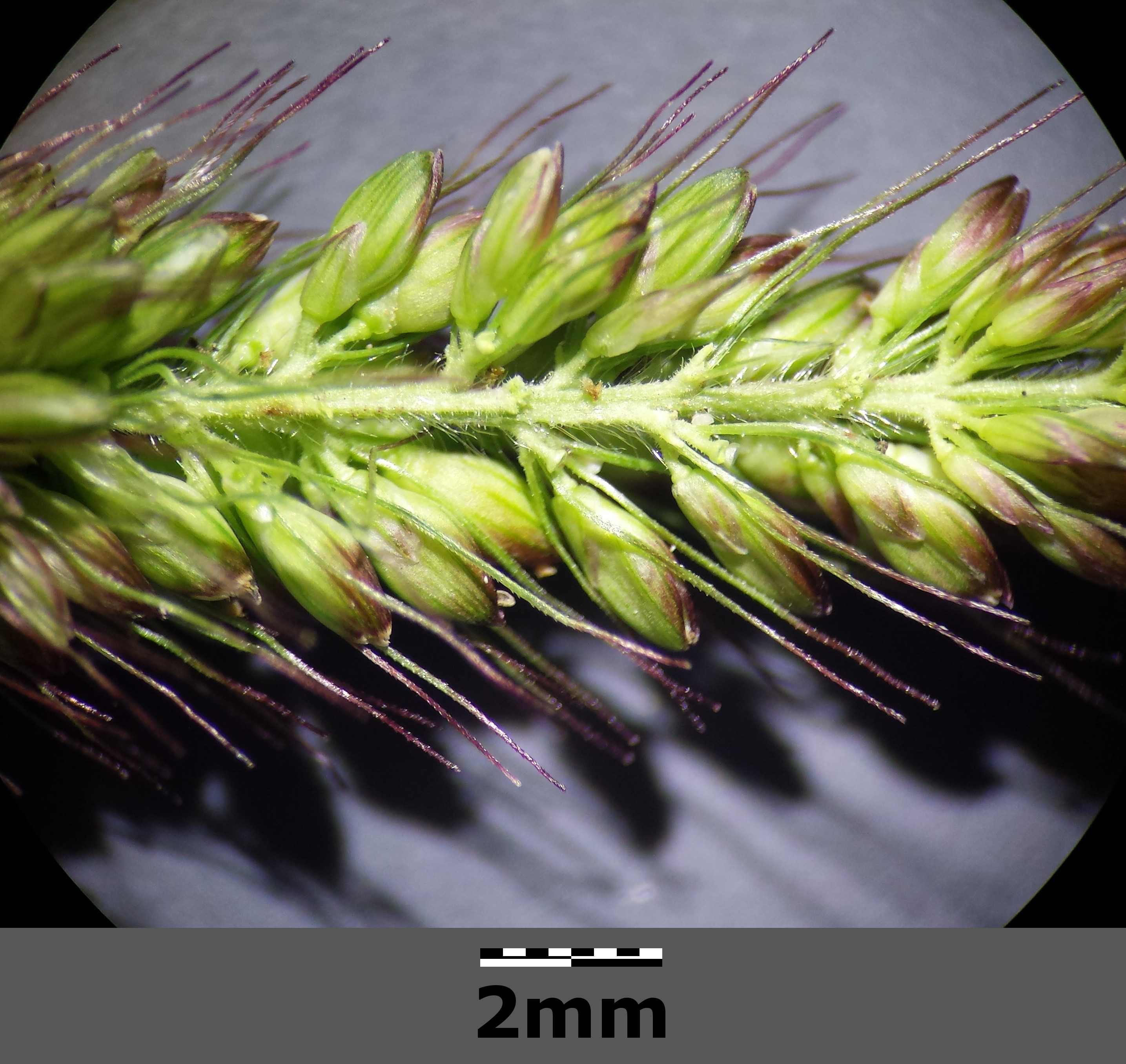
Die Hauptachse der Rispe ist weichhaarig mit zusätzlichen kurzen, steifen Haaren.

### Generative Merkmale
Die Blütezeit ist Juni bis Oktober. Der Blütenstand ist eine walzenförmige Rispe, die (ohne die Borsten) 3 bis 8 (bis 12) Zentimeter lang und 5 bis 8 (bis 12) Millimeter breit ist. Der Blütenstand wirkt beim Aufwärtsstreichen glatt, er ist kompakt und nicht unterbrochen. Die Borsten sind 5 bis 10 mm lang, weich, dünn, grün, später violett überlaufen und an der Spitze mit sehr feinen Stachelhaaren besetzt. Die Ährchen sind elliptisch und 1,8 bis 2,2 Millimeter lang. Die untere Hüllspelze ist dreinervig, die obere 5- bis 7-nervig. Die Deckspelzen des oberen, zwittrigen Blütchens sind glatt oder schwach querrunzelig. Die obere Hüllspelze ist so lang wie die Deckspelze. Die Vorspelze ist elliptisch, stark knorpelig verdickt und zwischen den wenig hervortretenden Kielen schwach runzelig. Die Staubbeutel sind 0,6 bis 0,8 Millimeter lang und violett. 
Die Chromosomenzahl beträgt 2n = 18.

### Typische Merkmale
Pflanze erscheint im Jugendstadium kräftig grün, im Erwachsenenstadium mehr rötlich überlaufen. Ohne Blatthäutchen, dafür mit einem Kranz feiner, langer Wimpernhaare.

#### Jungpflanze
Kräftig, sich schnell bestockend; Blattscheide meist platt gedrückt, mit Haarleiste.

#### Halme
Der Halm ist sehr dünn und ist nicht behaart. Am Ende des Halmes steigt er sehr knickig auf.

#### Blätter
Ziemlich lang, kahl; jüngstes Blatt gerollt; kein Blatthäutchen, jedoch ein Kranz feiner, langer Wimpernhaare; ohne Blattöhrchen. Blattspreite kahl und zugespitzt, Blattscheide meist flach gedrückt und mit Haarleiste.

#### Blütenstand
Ährchen einblütig, an der Basis mit einer aus langen, rauen, grünen oder grünlich-gelben Borsten bestehenden Hülle. In der vollen Entwicklung überragen lange Scheinähren das oberste Blatt.

#### Blütezeit
Sommer-Frühherbst

## Vorkommen
Die Grüne Borstenhirse kommt ursprünglich in Eurasien, im nördlichen Afrika und Australien vor und ist in Amerika, in Nord- und Nordosteuropa und in Neuseeland ein Neophyt. Sie steigt am Ritten bei Bozen bis zu einer Höhenlage von 1420 Meter, im Kanton Wallis bis 1400 Meter, bei Samedan in Graubünden bis 1715 Meter und im indischen Himalaja bis 3300 Meter auf.
Man findet die Grüne Borstenhirse ziemlich häufig in Unkrautgesellschaften tiefer Lagen, vor allem in Hackäckern, Weinbergen und Gärten, auch auf Schutt und an Wegen.
Sie bevorzugt lockere, basen- und ziemlich stickstoffreiche, gut durchlüftete Böden. Sie gedeiht auf Kalkböden und sandigen Lehmböden, die gedüngt sind, besonders gut.
Nach Ellenberg ist sie eine Halblichtpflanze, bevorzugt stickstoffreiche Standorte und ist eine Klassencharakterart der Ruderalgesellschaften und verwandter Acker- und Garten-Beikrautgesellschaften (Chenopodietea).
Die ökologischen Zeigerwerte nach Landolt et al. 2010 sind in der Schweiz: Feuchtezahl F = 2+ (frisch), Lichtzahl L = 4 (hell), Reaktionszahl R = 4 (neutral bis basisch), Temperaturzahl T = 4 (kollin), Nährstoffzahl N = 4 (nährstoffreich), Kontinentalitätszahl K = 3 (subozeanisch bis subkontinental).

## Hauptkeimzeit
Keimt ab Frühjahr und Vorsommer. Die Borstenhirse ist ein Wärmekeimer und braucht mindestens 15 °C als Keimtemperaturminimum.

## Ökologie
Die Grüne Borstenhirse ist einjährig, sommerannuell, eine C4-Pflanze, ein Wärmekeimer und ein Archäophyt. Sie wird teilweise durch Mais-Herbizide gefördert, da sie eine ähnliche Resistenz gegenüber Triazinen besitzt wie der Mais.
Die Blüten sind windblütig, vom „Langstaubfädigen Typ“. Es ist ein Ährenrispengras, aber die einzelnen Rispenäste tragen keine Blüten, sondern sind zu zackig-rauen Borsten umgewandelt.
Die Früchte sind Karyopsen. Sie fallen zur Reife mit dem Ährchen ab. Sie werden als Tierstreuer und als Windstreuer verbreitet. Auch eine Ausbreitung durch den Menschen findet statt (Kulturbegleiter). Schließlich wurde auch eine Ausbreitung über den Kropf von Tauben beobachtet. Fruchtreife ab August.

## „Bedeutung“
Weit verbreitet. Die Borstenhirse bildet schnell einen dichten Teppich, der sich auf den Feldern hinsichtlich Nährstoff- und Wasserkonkurrenz bemerkbar macht und den Ertrag eines Feldes schmälern kann. Sie ist die Wildform der Kolbenhirse.

## Bilder

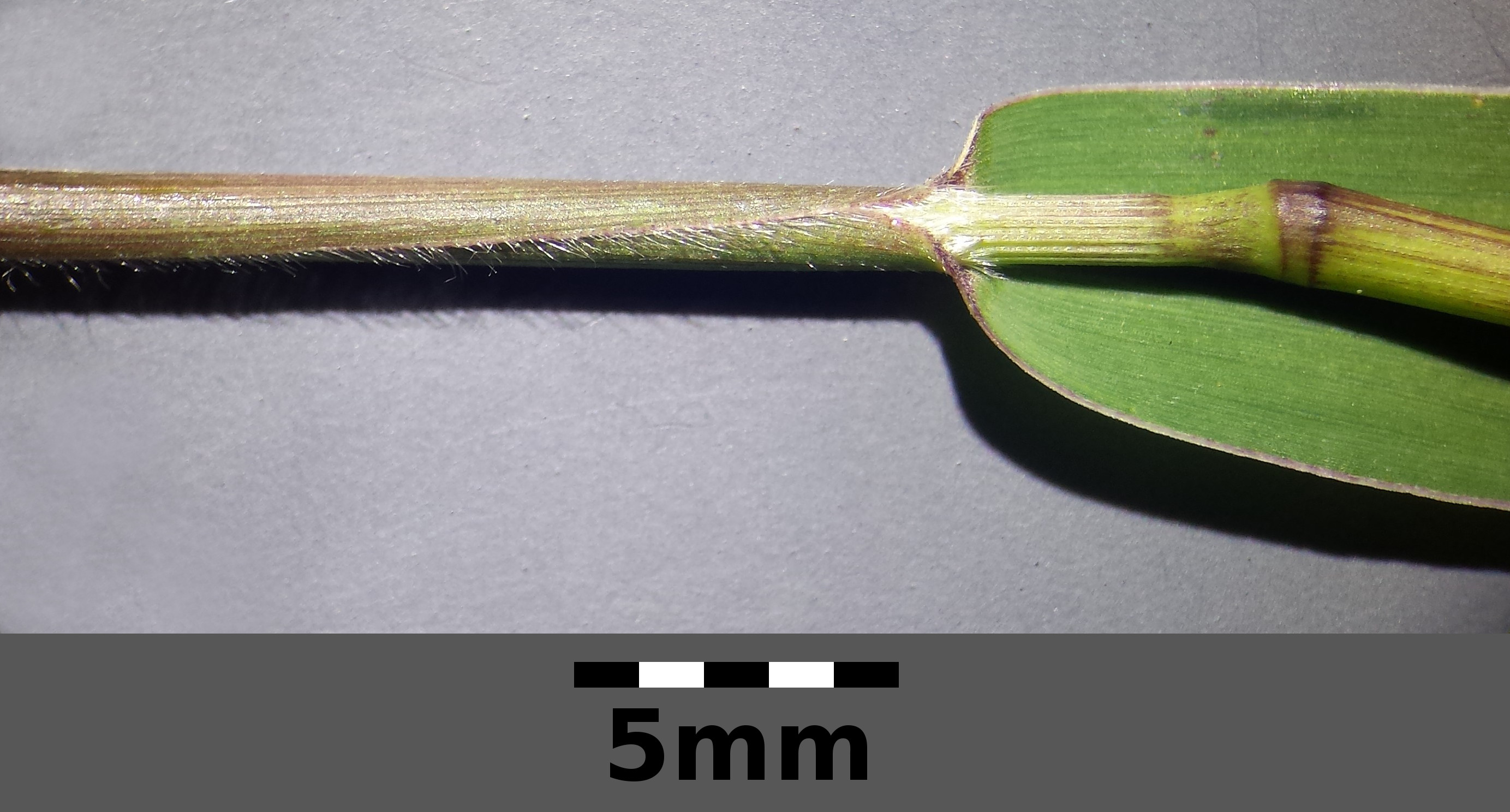
Stängel mit Laubblatt: die Blattscheide weist am Rand einen Haarsaum auf, die Blattspreite ist kahl.
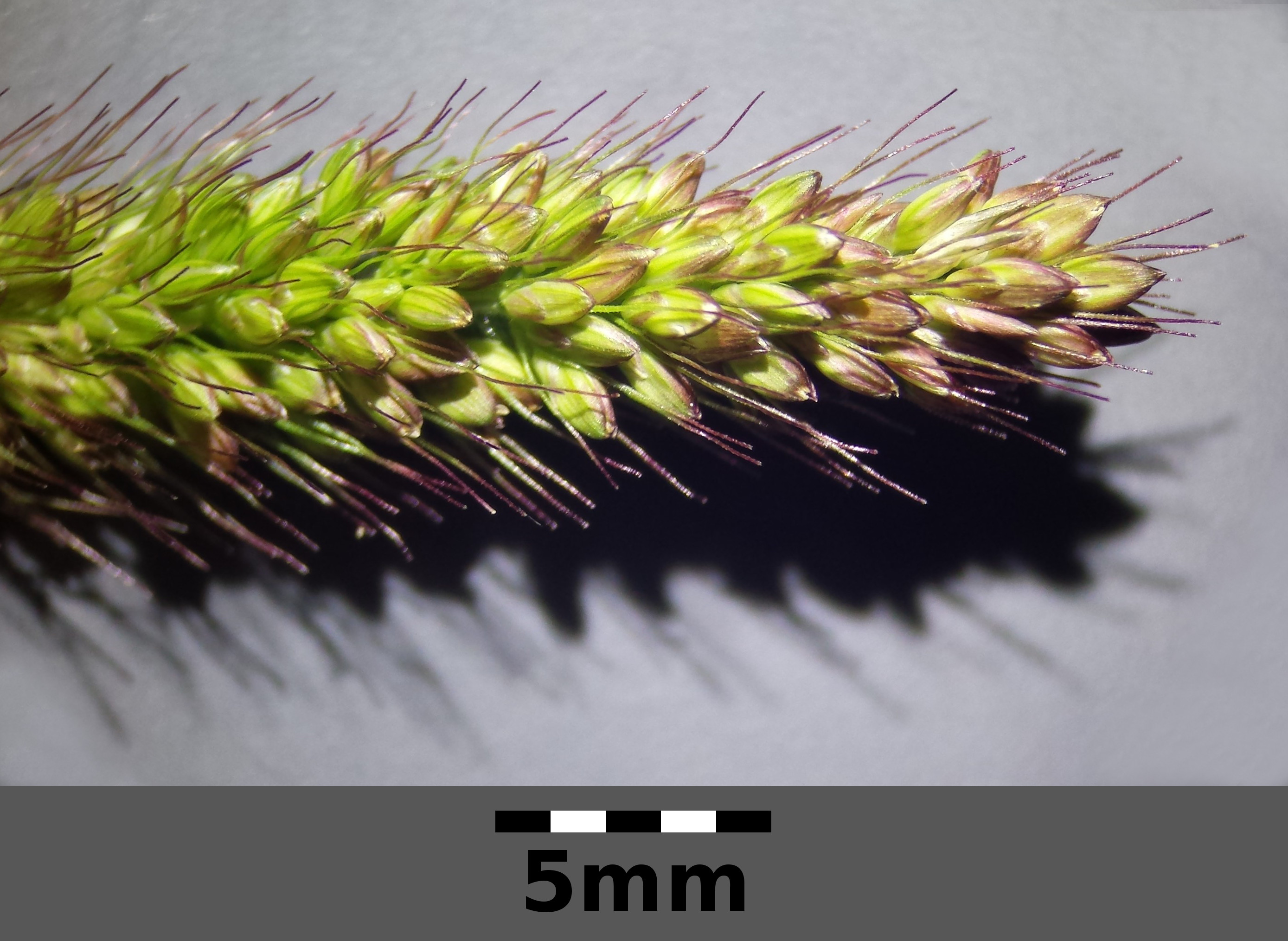
Rispe mit dicht stehenden Ährchen und purpurnen Borsten.
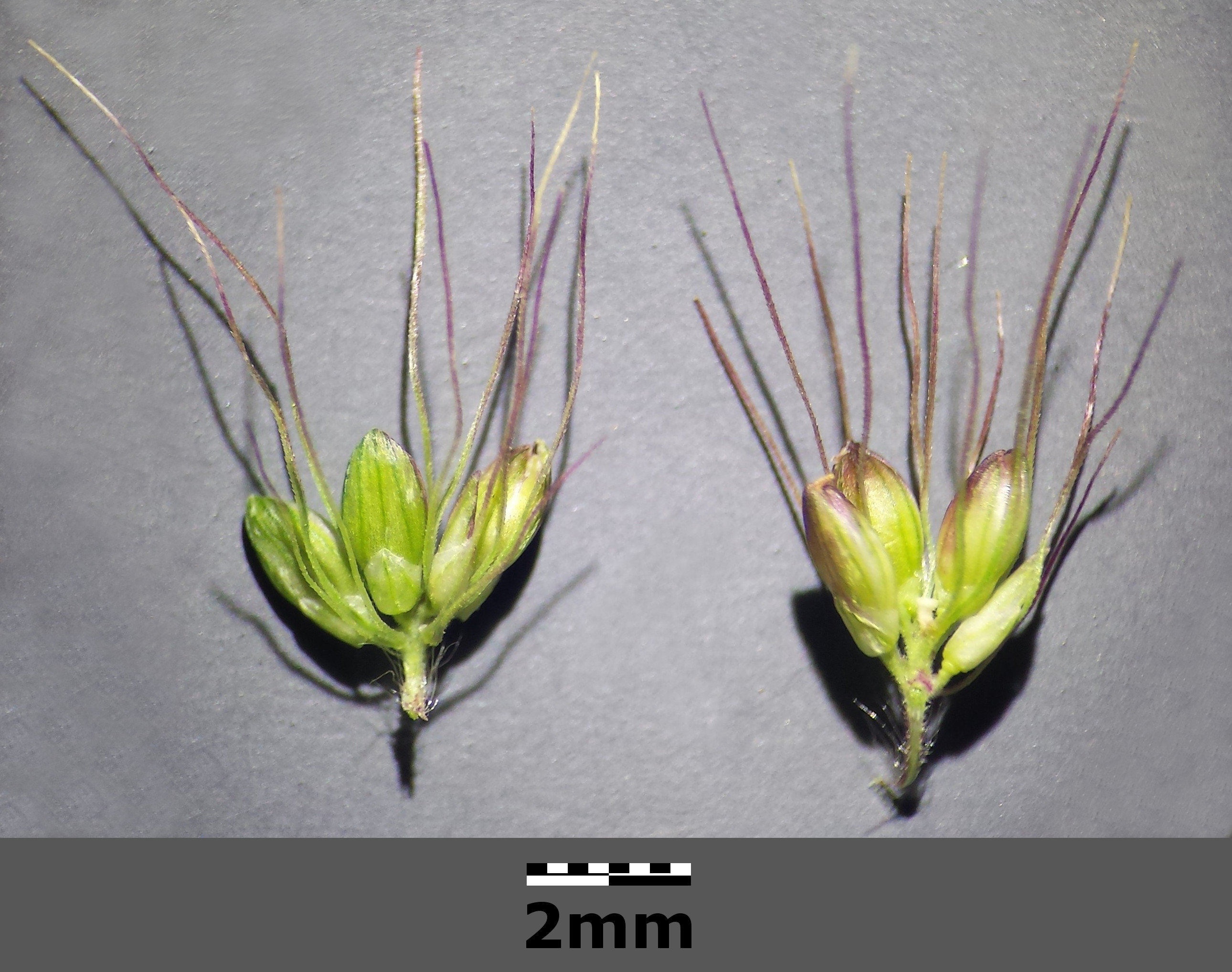
Die Ährchen sitzen an verzweigten Ästen auf der Rispenachse. Die Borstenhülle eines Ährchens besteht aus 1–3 Borsten mit nach oben gerichteten Stachelhaaren.
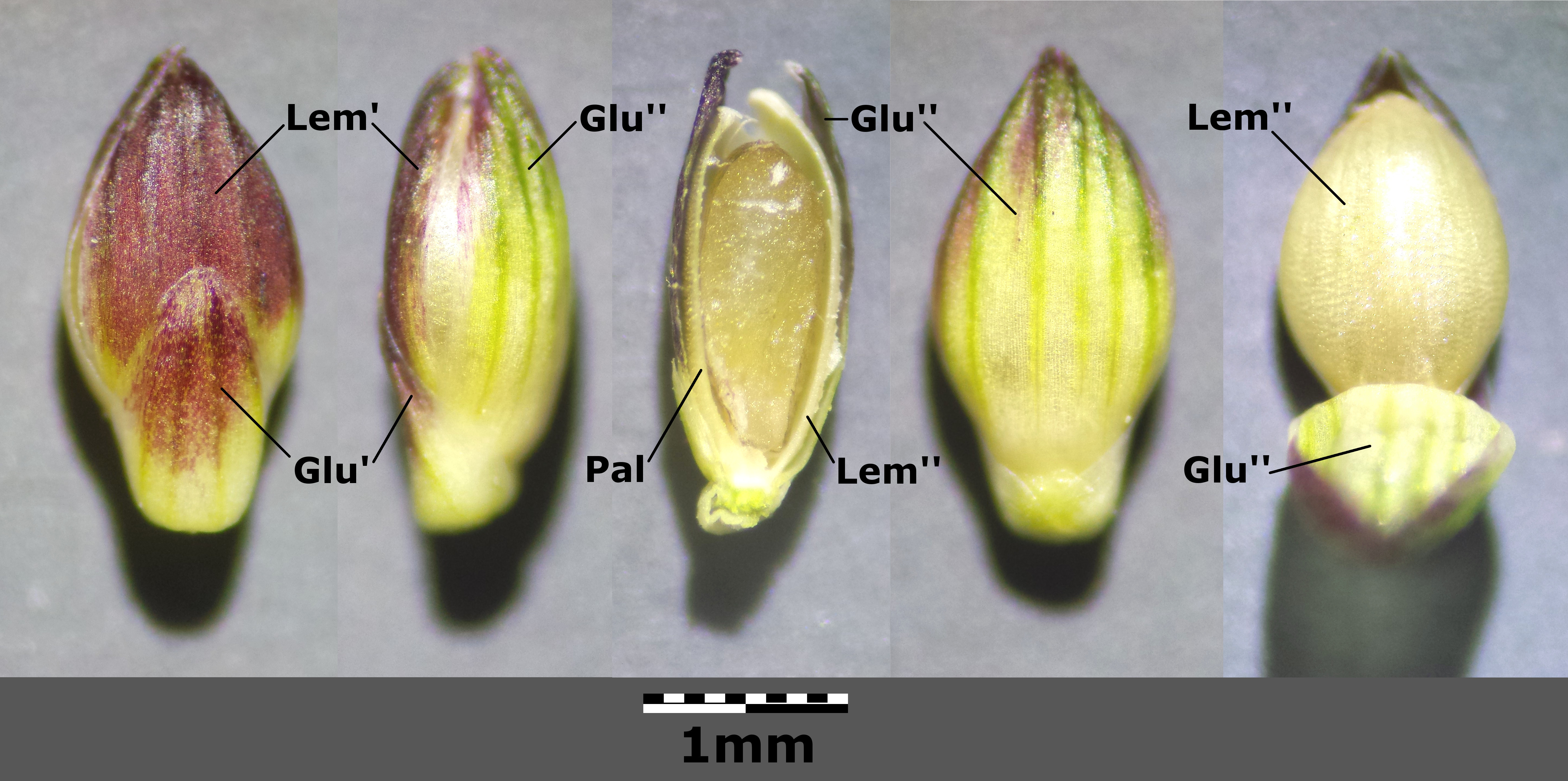
Am Grund eines Ährchens befindet sich eine untere (Glu' = Gluma) und obere Hüllspelze (Glu"). Die obere Hüllspelze ist ungefähr so lang wie die obere verhärtende und schwach runzelige Deckspelze (Lem" = Lemma).